# C-Sick
C-Sick (справжнє ім'я Чарльз Думазер) — американсько-французький хіп-хоп продюсер з Чикаго, штат Іллінойс. У 17 років узяв участь у своєму першому біт-батлі, став чемпіоном 2008 Chicago Big Tune Beat Battle. C-Sick вийшов у національний фінал у Нью-Йорці, де зрештою й переміг. За свою кар'єру спродюсував треки Nas, Logic, Lil Twist, Fabolous, King L та ін.

## Ранні роки
Народився у Франції. У 9 років переїхав до Чикаго, виріс у південно-східній частині міста, Істсайді (87th & Jeffery). У 15 років без будь-якої музичної освіти почав використовувати FL Studio для бітів. Спершу створював музику у стилі джук (чиказький ґето-гаус). Почувши на радіо пісню Каньє Веста «Through the Wire» вирішив семплувати й працювати над хіп-хоп бітами. У 17 спродюсував пісню «Film» репера Nas. На C-Sick як продюсера вплинули Just Blaze і Каньє Вест.

## Продюсерська дискографія

### 2009
Nas
- «Film»

### 2010
Chief Kamachi — The Clock of Destiny
- «Prince Hall»

GLC
- «G on His Dollarz»

### 2011
Skyzoo — The Great Debater
- «Until It All Goes»

### 2012
Fabolous — The S.O.U.L. Tape 2
- «We Get High»

King L — Dope & Shrimp
- «Val Venis», «Val Venis (Remix)» (з участю Jeremih)

King L — The Motion Pictures
- «Bars», «Get Off My Dick»

King L — Showtime
- «Showtime»

Logic — Young Sinatra: Undeniable
- «Dead Presidents III», «We Get High»

SD — Life of a Savage 
- «Turn Up»

Сер Майкл Рокс — The Grow Op: Official 4/20 Mixtape
- «We Get High»

Сонні Карсон — Flight #2012
- «We Own the Night» (з участю Джим Джонс)

Фредо Сантана — It's a Scary Sight
- «WAR» (з участю SD)

### 2013
Lil Twist
- «Twerk» (з участю Miley Cyrus та Justin Bieber)

Logic
- «Two Kings» (з участю King Chip)

Logic — Young Sinatra: Welcome to Forever
- «5AM», «Break It Down» (з участю Jhené Aiko), «Common Logic», «The End» (співпрод.: Кевін Рендольф), «Walk on By»

YP — Restless
- «Another Round», «Do It Like I Do» (з участю Lil Bibby), «High», «Hip-Hop» (з участю Mikkey Halsted), «Much Talkin» (з участю Lyriq), «Rubberbands», «Softly»

YP — Wide Awake
- «All Day», «Bad Bitches» (з участю Lyriq), «Blow My High», «Rub a Dub» (з участю King L), «Smoke Something» (з участю Rockie Fresh), «To the Sea»

Фредо Сантана — Fredo Kruger
- «Up Them Poles» (з участю Ballout)

### 2014
Fabolous — The Young OG Project
- «Rap & Sex»

King L (Louie)
- «Fashion» (з участю Katie Got Bandz)

King L (Louie) — Tony
- «Fuck Nigga»
- «Would You Believe It»

Lil Durk — Signed to the Streets 2
- «Rumors»

Lil Herb
- «Mamma I'm Sorry»

Lil Herb — Ballin Like I'm Kobe
- «Frankie Lymon»

Stunt Taylor
- «1 Nite»
- «Flee Amigo»

Twista — Dark Horse
- «Friend of Me» (з участю Chief Keef та Stunt Taylor)

Yung Berg
- «I'm On» (з участю King Los)

### 2015
Donnie Trumpet & The Social Experiment – Surf
- «Warm Enough» (з участю J. Cole та Noname Gypsy)
- «Windows» (з участю BJ the Chicago Kid та Raury)

G Herbo — Ballin Like I'm Kobe
- «Don't Worry» (з участю Lil Bibby)
- «L's»

Katie Got Bandz — Zero to 39th
- «Really»

King Louie — Drilluminati 3: God of Drill
- «Where I Come From»

Katie Got Bandz — Zero to 39th
- «Really»

Lil Bibby — Free Crack 3
- «Came from Nothing»
- «If He Find Out» (з участю Tink та Jacquees)

Lil Durk — 300 Days, 300 Nights
- «Gunz n Money»
- «Intro»
- «Jump Off»
- «My Beyoncé» (з участю Dej Loaf)
- «Ride 4 Me»
- «Spent Me» (з участю Meek Mill)
- «This Case» (з участю Hypno Carlito)
- «Waffle House» (з участю Young Dolph)

Lil Durk — Remember My Name
- «500 Homicides»

Logic — The Incredible True Story
- «Never Been»
- «Run It»

Tink — Winter's Diary 3
- «I Like»

ZMoney — The Green Dot
- «Public» (з участю King Louie)

Zona Man — No Advance
- «Mean to Me» (з участю Future та Lil Durk)
- «Pounds in the Town»
- «Run Up on Me»

Лотус Гілл — Bloom Tunes
- «Experiencing Bardo Thodol»
- «Like Light»
- «Photosynthesize»
- «Vision Quest»

Торі Лейнз — The New Toronto
- «Letter to the City»